# Heinrich Tessmer (Maler)

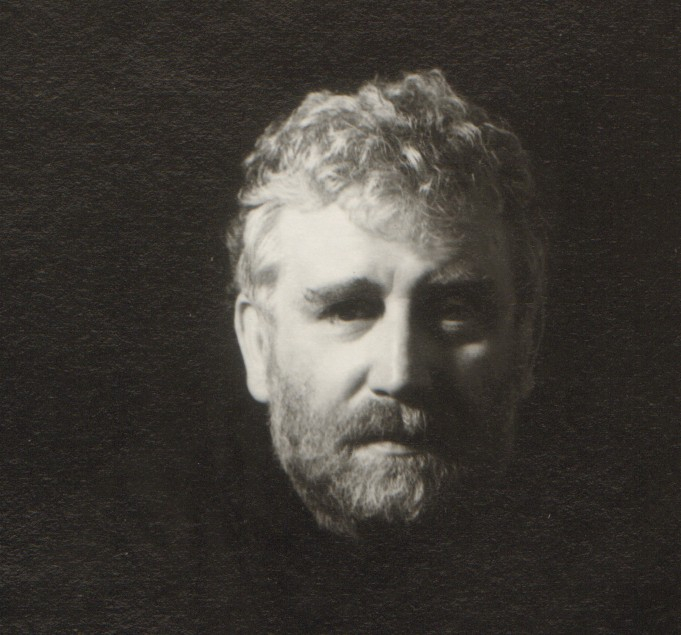
Heinrich Tessmer, um 1980.
Foto: Ute Krause

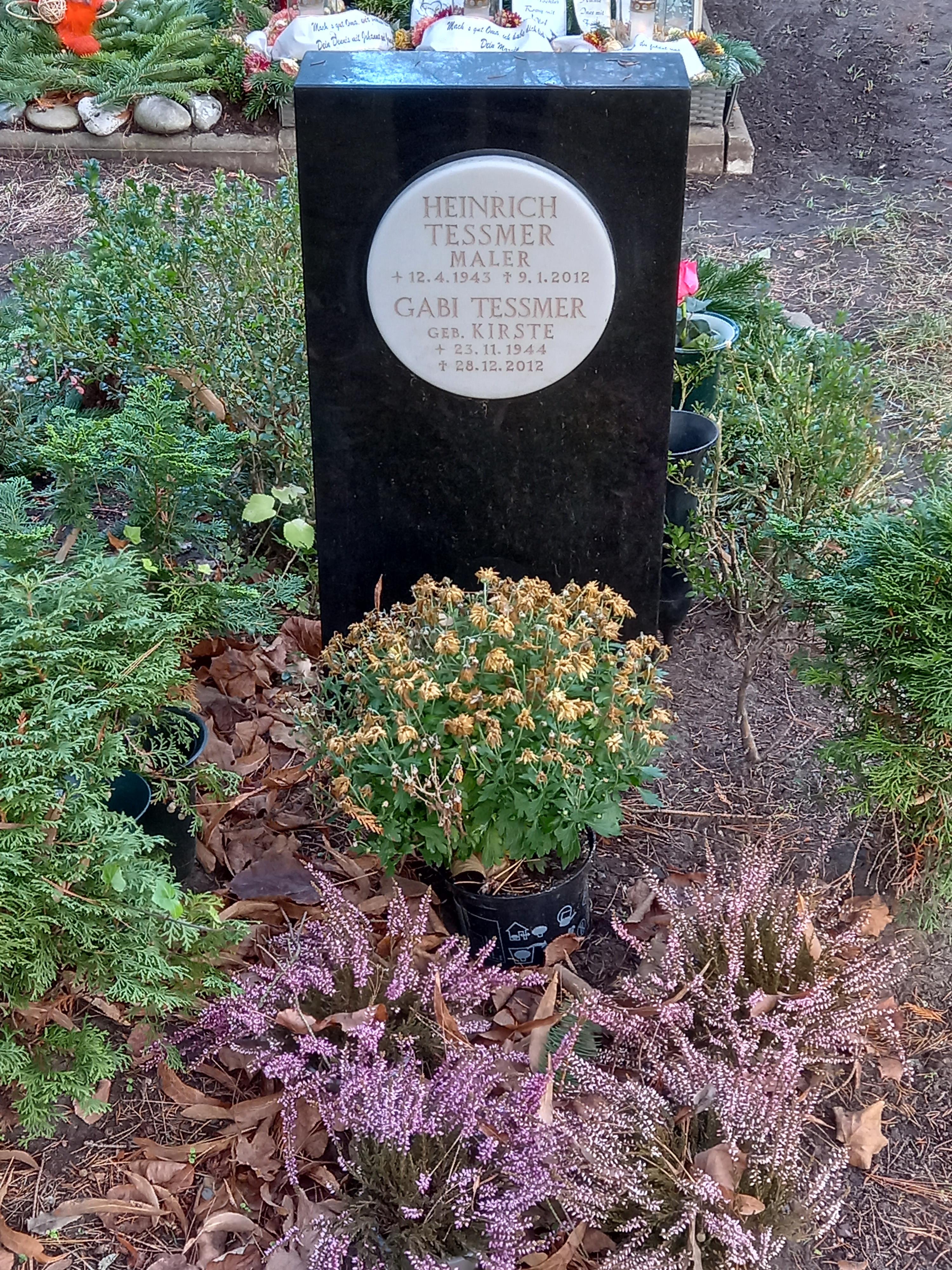
Das Grab von Heinrich Tessmer und seiner Ehefrau Gabi geborene Kirste auf dem Friedhof Pankow III in Berlin

Heinrich Tessmer (* 12. April 1943 in Rottluff; † 9. Januar 2012 in Berlin) war ein deutscher Maler und Grafiker.

## Leben und Werk
Nach einem Besuch der ABF an der Hochschule für Grafik und Buchkunst Leipzig von 1959 bis 1962 lernte Heinrich Tessmer in Karl-Marx-Stadt bis 1964 den Beruf des Plakatmalers. Daran anschließend begann er ein Studium an der Kunsthochschule Berlin-Weißensee, wo zu seinen Lehrern Kurt Robbel, Walter Womacka und Arno Mohr gehörten. Ab 1970 war er Meisterschüler bei Walter Womacka, der zu dieser Zeit Rektor der Kunsthochschule war. In dieser Zeit arbeitete er an der Umsetzung zahlreicher baugebundenen Projekte Womackas mit, so am Brunnen der Völkerfreundschaft auf dem Berliner Alexanderplatz.
Tessmer beschloss, seine berufliche Laufbahn in der Kunsthochschule Weißensee fortzusetzen. Nach dem Studium wurde er Assistent und Oberassistent, 1976 Dozent und 1984 Professor und Leiter des Fachbereichs Malerei. 1990 erfolgte auf eigenen Wunsch seine Abberufung als Professor und er verbrachte drei Jahre im französischen Biarritz. Danach arbeitete er bis zu seinem Tode freischaffend in Berlin.
Heinrich Tessmer war bis 1990 Mitglied im Verband Bildender Künstler der DDR. Er hatte in der DDR und im Ausland eine bedeutende Zahl von Einzelausstellungen und Ausstellungsbeteiligungen, u. a. von 1972 bis 1988 auf der VII. bis X. Kunstausstellung der DDR in Dresden.
Arbeiten von ihm befinden sich unter anderem im Besitz der Berlinischen Galerie, der Stiftung Stadtmuseum Berlin, der Sammlung des Deutschen Bundestages, des Puschkin-Museums in Moskau, der Villa Merkel in Esslingen am Neckar, der Sammlung Ludwig sowie der Stiftung Kunstforum Berliner Volksbank.
Studienreisen führten ihn nach Rumänien (1970), Kuba (1978), in die UdSSR (1978), nach Italien (1979), Syrien (1980 und 1982), Kolumbien (1984) und nach Frankreich (1985).

## Zitate
„Man ist eben das Ergebnis seines Entstehens, Ahnens und Fühlens, so wie vor allem auch das Vergessen Raum für Phantasie schaffen kann. Wissen hingegen ist der buchhalterische Ordner mancher Vorgänge. In der Malerei eher unwichtig. Freier Impuls der inneren Kraft und Spontanität hingegen lassen die Kunst erblühen. Das beweisen uns nicht nur die Naiven.“

„Bis zuletzt kreisten seine Malthemen um Stoffe, die Ambivalentes, Unergründliches, sich Veränderndes und Konfliktbeladenes reflektieren. Damit werden die Gemälde zu farbstarken Gleichnissen etwa für das Verhältnis Individuum-Gesellschaft. ‚Ich erschaffe mir‘, notierte er, ‚eine Welt, die ich in der Realität so nicht vorfinde, und ich arbeite mich oft in eine vergangene Zeit hinein‘.“

## Ehrungen
- 1974: Artur-Becker-Medaille
- 1982: Preis der Triennale der realistischen Malerei in Sofia
- 1982: Max-Lingner-Preis
- 1985: Berlin-Preis

## Werkbeispiele
Kunst am Bau 
- 1978: Fest der Fische, Stadtbad Berlin-Rahnsdorf
- 1985: mit Friedrich Porsdorf: Triumph des Volkes, Berlin-Marzahn[3]

Malerei
- 1977: Bildhauer R.J. (1977, Öl, 120 × 120 cm)[4]
- 1979: Der Geher (Öl)
- 1982: Die Nachricht (Öl/Tempera)
- 1986: Reitergruppe
- 1996: Hephaistos und Aphrodite (Öl/Leinwand, 95:110 cm) Privatsammlung Viersen

### Druckgrafik
- Der Kampfstier (Lithografie, 1994, Drucker Klaus Wilfert)[5]
- Das Pferd (Farblithografie, 1994, Drucker Klaus Wilfert)[5]

## Einzelausstellungen (unvollständig)
- 1971, 1973, 1995, 2002, 2005: Berlin
- 1974: Schwedt
- 1988: Kornwestheim
- 1989: München
- 1990: Luxemburg
- 1992: Chicago
- 1993: Herforder Kunstverein
- 1994: Oberhausen
- 1997: Zürich
- 1998: Denver
- 2001, 2004: Bad Homburg
- 2003, 2006: Köln
- 2013: Eisenhüttenstadt